# Gilbert Kalish
Gilbert Kalish (* 2. Juli 1935 in New York City) ist ein US-amerikanischer Pianist und Musikpädagoge.

## Leben
Kalish studierte bis 1956 an der Columbia University und vervollkommnete seine Ausbildung am Berkshire Music Center und beim Marlboro Festival. Zu seinen Lehrern zählten Leonard Shure, Julius Hereford und Isabelle Vengerova. Er war 1962 Gründungsmitglied des Contemporary Chamber Ensemble, dem er bis 1979 angehörte und von 1969 bis 1998 Pianist der Boston Symphony Chamber Players. Weiterhin arbeitete er mit Ensembles wie dem Gramercy Chamber Ensemble, den Aeolian Chamber Players und den Penn Contemporary Players und mit Solisten wie den Sängerinnen Jan DeGaetani und Dawn Upshow und den Cellisten Timothy Eddy und Joel Krosnick zusammen. Als Gast trat er u. a. mit dem Boston Symphony Orchestra, dem Buffalo Symphony Orchestra und dem New York Philharmonic Orchestra und vielen namhaften Streichquartetten wie dem Concord Quartet, dem Emerson Quartet, dem Fine Arts Quartet, dem Juilliard String Quartet, dem New World String Quartet und dem Orion String Quartet auf.
Als Solist nahm Kalish an internationalen Festivals teil und trat weltweit in großen Konzerthäusern auf. Zu seinem Repertoire zählen auch Werke von Komponisten des 20. Jahrhunderts wie Alban Berg, Luciano Berio, Elliott Carter, Olivier Messiaen und Igor Strawinski. Auf mehr als einhundert Aufnahmen spielte er sowohl klassische Werke wie Klaviersonaten Joseph Haydns als auch Meisterwerke des 20. Jahrhunderts wie Charles Ives’ Concord Sonata und Kompositionen von George Crumb, Ralph Shapey und Arnold Schoenberg.
Von 1966 bis 1969 unterrichtete Kalish an der Rutgers University, von 1968 bis 1997 am Tanglewood Music Center (ab 1985 in der Funktion des Chairman of the Faculty). Seit 1970 ist er Professor für Klavier an der Stony Brook University. Für seine Verdienste um die zeitgenössische Musik wurde er 1995 von der University of Chicago mit dem Paul Fromm Awrad ausgezeichnet.